# Bābā Sorkheh
Bābā Sorkheh (persiska: بابا سرخه, بابَ سورخِه, بابَ سورخ) är en ort i Iran.   Den ligger i provinsen Kurdistan, i den nordvästra delen av landet, 400 km väster om huvudstaden Teheran. Bābā Sorkheh ligger 1 972 meter över havet och antalet invånare är 102.
Terrängen runt Bābā Sorkheh är kuperad norrut, men söderut är den platt. Terrängen runt Bābā Sorkheh sluttar västerut.Runt Bābā Sorkheh är det ganska glesbefolkat, med 23 invånare per kvadratkilometer. Närmaste större samhälle är Bījār, 12,4 km öster om Bābā Sorkheh. Trakten runt Bābā Sorkheh består i huvudsak av gräsmarker.